# Jana pseudostrigina
Jana pseudostrigina är en fjärilsart som beskrevs av Rothschild 1917. Jana pseudostrigina ingår i släktet Jana och familjen Eupterotidae. Inga underarter finns listade i Catalogue of Life.